# Jill Kelly
Jill Kelly, vero nome Adrianne Diane Moore (Pomona, 1º febbraio 1971), è un'attrice pornografica e regista statunitense.

## Carriera
Nel corso di una carriera più che decennale, Jill Kelly ha interpretato più di 500 film pornografici. Nonostante sia fondamentalmente conosciuta per i film pornografici nei quali è apparsa, Kelly vanta anche partecipazioni a film di Hollywood, in primis il film di Spike Lee: He Got Game e Orgazmo di Matt Stone.
Assumendo una falsa identità, Jill Kelly iniziò a lavorare in uno strip club ancora quindicenne. Dopo avervi lavorato per cinque anni, intraprese una relazione con la ex-pornostar Tiffany Million, con la quale - a seguito di un viaggio a Las Vegas per visitare il Consumer Electronics Show (CES), decise di tentare la strada del porno nel mondo del cinema per adulti. Divenne rapidamente celebre per le sue scene: lesbiche, anali e doppie penetrazioni; nel giro di un paio d'anni cominciò ad avere i ruoli di protagonista nelle pellicole per le quali era scritturata.
Kelly non tralasciò il risvolto imprenditoriale della propria attività e fondò nel 1998 la Jill Kelly Productions. Le si attribuiscono unanimemente leadership e carisma. Ragguardevole è pure l'attività di talent scouting che Jill ha svolto nella ricerca e reclutamento di nuove leve del porno.
Il primo ruolo da protagonista, lo ebbe nel 1991 con il film d'azione e avventura: The Roller Blade Seven. Questo film fu diretto da Donald G. Jackson e prodotto da Scott Shaw. Kelly è comparsa in altri numerosi film non erotici, insieme a Jackson e Shaw.
Nell'aprile dell'anno 2006, la Penthouse Magazine decide di comprare tutti i beni della Jill Kelly Productions, dopo che quest'ultima è fallita per bancarotta. Penthouse pagò 1,765 milioni di dollari per rilevare tutto quanto della JKP.

## Vita privata
- Ebbe una relazione lesbica con la ex-pornostar Tiffany Million, con la quale cominciò la sua carriera nel mondo del porno.
- Incontra Carl Jammer nel 1993 nella sopra-citata: Consumer Electronics Show, e subito dopo si sposarono. Il matrimonio è durato fino al 1995, quando lui si suicidò.
- Per un lungo periodo degli anni 90, Kelly e la pornostar P.J. Sparxx ebbero una relazione lesbica e fecero un strip show chiamato Fire and Ice.
- Nel 2000 fu sposata per un breve periodo col collega Julian Rios (a.k.a. Julian, Julian Andretti, Jordan Rivers). Durante questo periodo girò film pornografici sia con il marito che con altri uomini, ma anche con colleghe donne in ruoli lesbici e bisessuali. Col marito girò molte scene che includevano sesso orale e eiaculazioni interne. Divorziarono nel maggio del 2000.
- Dal 20 settembre 2003 è sposata con il regista pornografico Corey Jordan. Continua occasionalmente a recitare.

## Riconoscimenti
- AVN Awards
  - 1996 – Best All-Girl Sex Scene - Video per Takin'It To The Limit 6 con Careena Collins, Felecia, Misty Rain e Tracy Allen[3]
  - 1997 – Best All-Girl Sex Scene - Film per Dreams of Desire con Melissa Hills[4]
  - 1999 – Best Couples Sex Scene - Video per Dream Catcher con Eric Price[5]
  - 2003 – Hall of Fame[6]

- XRCO Award
  - 1996 – Best Girl-Girl Sex Scene per Takin'It To The Limit 6 con Careena Collins, Felecia, Misty Rain e Tracy Allen[7]
  - 1998 – Female Performer of the Year[8]

## Filmografia

### Attrice
- Borderline (1995)
- Butt Jammers 1 (1995)
- Butt Jammers 2 (1995)
- Butt Sisters Do Boston (1995)
- Butt Sisters Do Hawaii (1995)
- Butt Sisters Do Philadelphia (1995)
- Buttslammers 10 (1995)
- Buttslammers 9 (1995)
- Carnival (1995)
- Chained (1995)
- Cheater (1995)
- Chronicles Of Submission (1995)
- Club Erotica (1995)
- Cover To Cover (1995)
- Crystal Images (1995)
- Dare You (1995)
- Debbie Class of 95 (1995)
- Deception (1995)
- Deep Cheeks 5 (1995)
- Delaid Delivery (1995)
- Dirty Stories 1 (1995)
- Dr. Finger's House of Lesbians (1995)
- Drive In Dreams (1995)
- Dungeon Next Door (1995)
- Fantasies Of Marylin (1995)
- Fantasy Lover (1995)
- Fire and Ice: Caught in the Act (1995)
- Firecrackers (1995)
- Fluff Dreams (1995)
- Girl's Affair 7 (1995)
- Girls of the Sorority Row (1995)
- Hardcore Beginners 10 (1995)
- Harder She Craved (1995)
- Intense Perversions 1 (1995)
- Learning The Ropes 11: Chains Required (1995)
- Leg Tease 1 (1995)
- Lesbian Bitches 2 (1995)
- Lesbian Social Club (1995)
- Maneater (1995)
- Mickey Ray's Sex Search 4: Long and Hard (1995)
- Motel Sex 2 (1995)
- Naked Truth (1995)
- Nature Girls 2 (1995)
- Night Shift (1995)
- No Man's Land 12 (1995)
- Ona Zee's Sex Academy 2 (1995)
- Ona Zee's Sex Academy 3 (1995)
- Out Of Love (1995)
- Overtime: Dyke Overflow 3 (1995)
- Painful Madness (1995)
- Peach Pit (1995)
- Perverted (1995)
- Perverted Women (1995)
- Pickup Lines 2 (1995)
- Pickup Lines the Movie (1995)
- Pussyman 12 (1995)
- Pussyman Auditions 12 (1995)
- Reckless Encounters (1995)
- Reel People 8 (1995)
- Return Engagement (1995)
- Right Connection (1995)
- Rock Groupies In Heat (1995)
- Scrue (1995)
- Secret Seductions 1 (1995)
- Secret Seductions 2 (1995)
- Selena Under Siege (1995)
- Sex Suites (1995)
- Sexual Solution 1 (1995)
- Shave Tails 2 (1995)
- Snatch Masters 11 (1995)
- Snow Bunnies 1 (1995)
- Street Legal (1995)
- Strippers Inc. 3 (1995)
- Strippers Inc. 4 (1995)
- Suburban Buttnicks Forever (1995)
- Takin' It To The Limit 5 (1995)
- Takin' It To The Limit 6 (1995)
- Treacherous (1995)
- Trip Through Pain (1995)
- Unbridled Lust (1995)
- Whispered Secrets of the Call Girls (1995)
- White Wedding (1995)
- Wicked at Heart (1995)
- Wicked Moments (1995)
- Wicked One (1995)
- Wicked Ways 1: Confessions of an Anal Queen (1995)
- X-tales (1995)
- XXX Files: Lust In Space (1995)
- 100% Amateur 11 (1996)
- Adam And Eve's House Party 2 (1996)
- Adult Video News Awards 1996 (1996)
- All The Way In (1996)
- Anal Island 1 (1996)
- Anal Princess 1 (1996)
- Arizona Gold (1996)
- Ass Masters 11 (1996)
- Bar Bizarre (1996)
- Blue Dreams (1996)
- Body Language (1996)
- Breast Strokes (1996)
- Buffy Malibu's Nasty Girls 10 (1996)
- Adult Video News Awards 1996 (1996)
- All The Way In (1996)
- Anal Island 1 (1996)
- Anal Princess 1 (1996)
- Arizona Gold (1996)
- Ass Masters 11 (1996)
- Bar Bizarre (1996)
- Blue Dreams (1996)
- Body Language (1996)
- Breast Strokes (1996)
- Buffy Malibu's Nasty Girls 10 (1996)
- Buttslammers 13 (1996)
- Car Wash Angels 1 (1996)
- Chasey Saves The World (1996)
- Cheerleader Strippers (1996)
- Comix (1996)
- Compendium Of Bruce Seven's Most Graphic Scenes 6 (1996)
- Concrete Heat (1996)
- Corporate Affairs (1996)
- Creme Rinse (1996)
- Deep Focus (1996)
- Deep Inside Ariana (1996)
- Deep Inside Juli Ashton (1996)
- Deep Inside Kaithlyn Ashley (1996)
- Deep Inside Misty Rain (1996)
- Deep Inside Sindee Coxx (1996)
- Deviant Doctor 1 (1996)
- Double Cross (1996)
- Double Penetration Virgins 7: DP Therapy (1996)
- Dream Girls (1996)
- Dreams of Desire (1996)
- Everybody Wants Some (1996)
- EXXXtra Parts: Interview With a Hermaphrodite (1996)
- Fashion Plate (1996)
- Finger Pleasures 6 (1996)
- Flipside (1996)
- Fooling Around (1996)
- Forbidden Cravings (1996)
- Getting Personal (1996)
- Ghost Town (1996)
- Gold Diggers (1996)
- Hard Feelings (1996)
- Head Shots (1996)
- Head Trip (1996)
- Heetseekers (1996)
- Heist (1996)
- Hollywood Confidential (1996)
- Hollywood Confidential (II) (1996)
- Hollywood Spa (1996)
- Home Movies (1996)
- House Party (1996)
- Illicit Entry (1996)
- In Your Face 4 (1996)
- Interview With A Vibrator (1996)
- Introducing Alexis (1996)
- Jailhouse Nurses (1996)
- Janine: Extreme Close Up (1996)
- Julia Ann Superstar (1996)
- Kym Wilde's On The Edge 32 (1996)
- Leather (1996)
- Lip Service (1996)
- Love Exchange (1996)
- Masque (1996)
- Miss Nude International (1996)
- Motel Sex 3 (1996)
- My Surrender (1996)
- Mystique (1996)
- Nasty Nymphos 15 (1996)
- Naughty Neighbors in Heat (1996)
- Night Fantasy (1996)
- Night Tales (1996)
- Nightbreed (1996)
- Nightshift Nurses 2 (1996)
- No Fear (1996)
- No Man's Land 13 (1996)
- On Their Day Off (1996)
- Ona's Doll House 3 (1996)
- Ona's Doll House 6 (1996)
- Oral Obsession 2: Phone Booth (1996)
- Out of Control (1996)
- Petite And Sweet 13 (1996)
- Philmore Butts Wacky Weekend (1996)
- Pickup Lines 3 (1996)
- Pickup Lines 7 (1996)
- Punishing the Sluts (1996)
- Rainwoman 9 (1996)
- Route 69 (1996)
- Sensations (1996)
- Sensuous Torture (1996)
- Sex Gallery (1996)
- Sex Machine (1996)
- Sex Raiders (1996)
- Sex Secrets of a Mistress (1996)
- Shameless (1996)
- Shock: Latex 2 (1996)
- Sin-a-bun Girls (1996)
- Smooth Ride (1996)
- Snatch Masters 15 (1996)
- Sorority Sex Kittens 3 (1996)
- Stardust 1 (1996)
- Stardust 2 (1996)
- Stories Of Seduction (1996)
- Sweet Things (1996)
- Tainted Love (1996)
- Takin' It To The Limit 8 (1996)
- Telephone Expose (1996)
- Temple Of Poon (1996)
- Thin Ice (1996)
- This Year's Model (1996)
- Triple X 20 (1996)
- Voyeur Strippers (1996)
- Waves of Passion (1996)
- Way They Wuz (1996)
- American Dream Girls 21 (1997)
- American Perverse 5 (1997)
- America's 10 Most Wanted 1 (1997)
- Anal Domain (1997)
- Angel Eyes (1997)
- Basic Elements (1997)
- Blaze (1997)
- Bloopers 2 (1997)
- Blowjob Adventures of Dr. Fellatio 4 (1997)
- Broken Promises (1997)
- Butt Watch in the Valley (1997)
- Buttslammers 16 (1997)
- Cirque De Torment (1997)
- Club Dom (1997)
- Convention Cuties (1997)
- Dark Angel (1997)
- Daydreams Nightdreams (1997)
- Deep Inside Jill Kelly (1997)
- Deep Inside Missy (1997)
- Deep Inside Shayla LaVeaux (1997)
- Deep Throat The Quest 1: Runaway Madness (1997)
- Dirty Bob's Xcellent Adventures 30 (1997)
- Dirty Deeds (1997)
- Dirty Video Magazine 1 (1997)
- Diva 2: Deep in Glamor (1997)
- Dreams Of Your Bod (1997)
- Dueling Masters (1997)
- Ernest Greene's Bondage Files (1997)
- Erotic Pool Party 1 (1997)
- Everybody Wants Some 3: Soakin' Wet (1997)
- Fashion Play (1997)
- Fuck My Dirty Shit Hole (1997)
- Garden Party (1997)
- Generation Sex 3: Private Showing (1997)
- Heart and Soul (1997)
- Heat (1997)
- Hot Bods And Tail Pipe 1 (1997)
- Hot Tight Asses 20 (1997)
- House That Black Built (1997)
- In the Flesh (1997)
- Jenna's Built for Speed (1997)
- Jenna's Revenge (1997)
- Jill Kelly's Lesbian Sex Party (1997)
- Lesbian Connection 4 (1997)
- Liquid Lust 2 (1997)
- Living On The Edge (1997)
- Nice The Naughty And The Bad (1997)
- No Man's Land 17 (1997)
- Not the Lovin' Kind (1997)
- Nymph (1997)
- Orgazmo (1997)
- Original Sin (1997)
- Persona (1997)
- Perversions (1997)
- Philmore Butts Hawaiian Beach Party (1997)
- Primal Fear (1997)
- Private Practice (1997)
- Promises And Lies (1997)
- Pussyman Takes Hollywood (1997)
- Rope of the Rising Sun (1997)
- S.M.U.T. 1 (1997)
- Seduction of Jill Kelly (1997)
- SexHibition 4 (1997)
- Sexual Intuition (1997)
- Shameless Desire (1997)
- Sodomania: Slop Shots 3 (1997)
- Stripper's Serenade (1997)
- Surrender (1997)
- Teri Weigel: Centerfold (1997)
- Violation of Jill Kelly (1997)
- Vows Of Servitude (1997)
- Wicked Minds (1997)
- Wicked Weapon (1997)
- Amazing Sex Talk 2 (1998)
- America's 10 Most Wanted 4 (1998)
- Angel Eyes (1998)
- Ass Openers 17 (1998)
- Babes Illustrated 7 (1998)
- Baby Please (1998)
- Backseat Driver 5 (1998)
- Blowjob Adventures of Dr. Fellatio 9 (1998)
- Bondage Files (1998)
- Booty Duty 6 (1998)
- Booty Duty 7 (1998)
- California Cocksuckers 4 (1998)
- Cashmere (1998)
- Chasin Pink 1 (1998)
- Chloe's Dungeon Fantasies (1998)
- Club Sunset (1998)
- Dream Catcher (1998)
- East Meets West (II) (1998)
- El Nino's Revenge (1998)
- Enema Ecstasy 1 (1998)
- Enema X-treme (1998)
- Exile (1998)
- Eye Candy (1998)
- First Time Ever 4 (1998)
- First Time Ever 5 (1998)
- First Time Ever 6 (1998)
- First Time Ever 7 (1998)
- Flashpoint (1998)
- Foot Therapy (1998)
- Forever Night (1998)
- Freak (1998)
- Her Rear Window (1998)
- LA Fashion Girls (1998)
- Leatherbound Dykes From Hell 10 (1998)
- Marilee (1998)
- Medusa Gallery: Curse Of Medusa (1998)
- More Precious Than Gold (1998)
- Nude World Order (1998)
- Penitent Flesh (1998)
- Pickup Lines 24 (1998)
- Pickup Lines 26 (1998)
- Pickup Lines 31 (1998)
- Pleasure Map (1998)
- Pleasure Pit (1998)
- Prague Exposed (1998)
- Raunch 11 (1998)
- Real Spanking Fantasies (1998)
- Risky Biz (1998)
- Second Coming (1998)
- Shades of Blonde (1998)
- Skin 14: Cuntrol (1998)
- Skinflick (1998)
- Snatchers (1998)
- Sodomania: Slop Shots 5 (1998)
- Special Delivery (II) (1998)
- Takin It Outside (1998)
- Tao Of Sex (1998)
- Web Of Deception (1998)
- Wet Dreams 3 (1998)
- Wet Spots 4: Kalifornia Pussy (1998)
- White Rabbit (1998)
- Wicked Covergirls (1998)
- XRCO Awards 1998 (1998)
- Adult Video News Awards 1999 (1999)
- Alley Cats (1999)
- Ambrosia (1999)
- Anal Attitude (1999)
- Babylon (1999)
- Blowjob Adventures of Dr. Fellatio 15 (1999)
- Blue Matrix (1999)
- Body Language (1999)
- Brown Eyed Blondes (1999)
- Car Wash Angels 2 (1999)
- Carnal Secrets (1999)
- Cheeks 10: Butt Babes (1999)
- Christi Lake's Anal And DP Gang Bang (1999)
- Daydream (1999)
- Deep Inside Helen Duval (1999)
- Deep Inside Kylie Ireland (1999)
- Doc's Best Pops 1 (1999)
- Eternal Excesses (1999)
- Eye Candy Refocused (1999)
- Fan FuXXX 6 (1999)
- Hot Bods And Tail Pipe 10 (1999)
- Intimate Memories (1999)
- Jill Kelly's Fetish Fantasies (1999)
- Just Fuckin' And Suckin' 4 (1999)
- Legs For Pleasure 1 (1999)
- Max World 19: Cities On Flame (1999)
- Max World 20: That's All Folks (1999)
- Miss Jackie's Full Service Salon (1999)
- Naked In Tampa Bay 1999 3 (1999)
- No Limits (1999)
- No Man's Land Interracial Edition 1 (1999)
- Nymphomercials (1999)
- Perfect Pink 1: Soaking Wet (1999)
- Perfect Pink 2: Purrfection (1999)
- Perfect Pink 3: Perfect Pink in Paris (1999)
- Perfect Pink 4: Wired Pink Gang Bang (1999)
- Perfect Pink 5: SeXXXy (1999)
- Perfect Pink 6: Orgy (1999)
- Perfect Smiles (1999)
- Pickup Lines 36 (1999)
- Porno Playground (1999)
- Revenge (II) (1999)
- Scent Of Passion (1999)
- Secret Agent 69 (1999)
- Sex 4 Life Too (1999)
- Sex for Life Too (1999)
- Sex Safari (1999)
- Skin 17: Succubus (1999)
- Sodomania: Slop Shots 6 (1999)
- Street Meat 1 (1999)
- Sweet Summer Sex Kittens (1999)
- Tai Blow Job (1999)
- Titman's Pool Party 1 (1999)
- Titman's Pool Party 2 (1999)
- Top 25 Adult Stars Of All Time (1999)
- Trash Talking Coeds (1999)
- United Colors Of Ass 1 (1999)
- Very Naughty Angels (1999)
- Video Adventures of Peeping Tom 18 (1999)
- Whack Attack 5 (1999)
- Wicked Sex Party 2 (1999)
- Wild Flower (1999)
- Women On Top (1999)
- Adult Video News Awards 2000 (2000)
- An Affair With Kylie Ireland (2000)
- ATV (2000)
- Babewatch 11 (2000)
- Babewatch 12 (2000)
- Beautiful (2000)
- Best of Perfect Pink 1 (2000)
- Blonde Brigade (2000)
- Blondes Blowin and Ballin (2000)
- Bushel and a Peck (2000)
- California Blondes (2000)
- Coming of Age 1 (2000)
- Coming of Age 2 (2000)
- Cumback Pussy 26 (2000)
- Ecstasy Girls 1 (2000)
- Enema Extreme (2000)
- Extremely Bad Things (2000)
- Father John's Cock Throbbing Favorites: The Old Testiclement (2000)
- Hayride Honeys (2000)
- Jill And Silvia Exposed (2000)
- Las Vegas Revue 2000 (2000)
- No Escape (2000)
- Oral Adventures of Craven Moorehead 1 (2000)
- Overtime: Anal Antics (2000)
- Planet Max 1 (2000)
- Real Female Orgasms 1 (2000)
- Roadshow: Jenna Jameson (2000)
- S.M.U.T. 16: Bright Lights Dark City (2000)
- Sodomania: Slop Shots 8 (2000)
- Understudy (2000)
- Virtual Sex with Jill Kelly (2000)
- Visage (2000)
- Women in Control (2000)
- Work Out (2000)
- 100% Jill (2001)
- Adult Movie 1 (2001)
- Baby Blues (2001)
- California Pussy Cats (2001)
- Dayton's Secret Paradise (2001)
- Dripping Fucking Wet 5: Krazy in Kauai (2001)
- Immortal (2001)
- Just Jill (2001)
- Lexus: Up Close and Personal (2001)
- Lipstick (2001)
- Nighthawks (2001)
- Nikki Tyler: Extreme Close Up (2001)
- Oral Adventures of Craven Moorehead 6 (2001)
- Perfect Pink 10: In Hawaii (2001)
- Perfect Pink 7: Sink The Pink (2001)
- Perfect Pink 8: Red Hot (2001)
- Perfect Pink 9: Smokin' (2001)
- Sleeping Booty (2001)
- Sluts of the Nyle 3: Cream Filled Sluts (2001)
- Sodomania: Slop Shots 10 (2001)
- Stringers (2001)
- Think Pink (2001)
- When The Boyz Are Away The Girlz Will Play 5 (2001)
- 100% Blowjobs 4 (2002)
- Best of Perfect Pink 2 (2002)
- Crack Pack (2002)
- Cum Shot Starlets (2002)
- Deep Inside Christy Canyon (2002)
- Fetish World 1 (2002)
- Fluffy Cumsalot, Porn Star (2002)
- Girls Only: Janine (2002)
- Graced (2002)
- High Desert Dream Girls (2002)
- Inventing Star (2002)
- Oral Rookies (2002)
- Out of Control Again (2002)
- Prettiest Tits I Ever Came Across (2002)
- Thigh High (2002)
- Young Jill Kelly (2002)
- Young Julia Ann (2002)
- 10 Magnificent Blondes (2003)
- 100% Blowjobs 17 (2003)
- 100% Interracial 1 (2003)
- 3 the Hard Way (2003)
- All At Once (2003)
- Best of Gregory Dark (2003)
- Best of Jill and Julian (2003)
- Best of Perfect Pink 3 (2003)
- Fire in the Hole (2003)
- Jaw Breakers 1 (2003)
- Take that Dick Bitch (2003)
- Women and Wheels (2003)
- 100% Blondes (2004)
- 100% Foursomes 2 (2004)
- 100% Outdoor Fun 2 (2004)
- 5 Star Chasey (2004)
- Award Winning Sex Scenes (2004)
- Best of JKP Couples 2 (2004)
- Flawless 2 (2004)
- Foot Fetish Fantasies 6 (2004)
- Graced 2 (2004)
- Lickity Slit (2004)
- Love Those Curves (2004)
- Real Nikki Tyler, The (2004)
- Surreal Sex Life (2004)
- 100% Blowjobs 33 (2005)
- And The Envelope Please Chasey Lain (2005)
- Blondes Deluxxxe (2005)
- Coxxxuckers 2 (2005)
- Crushed And Plushed (2005)
- Cum Buckets 3 (2005)
- Cum Buckets 4 (2005)
- Eye Spy: Kira Kener (2005)
- Full Exposure (2005)
- Gang Bang Sluts (2005)
- Halloweenies And Wenches (2005)
- Jenna's Star Power (2005)
- Lettin' Her Fingers Do The Walking (2005)
- Miami Pink (2005)
- Monica Sweetheart and Friends (2005)
- Ride 'em Hard (2005)
- Secret Lives of Porn Stars (2005)
- Sucking the Big One (2005)
- Breaking and Entering (2006)
- Breast Obsessed (2006)
- Kill Jill 1 (2006)
- Laid In Japan (2006)
- On Golden Blonde (2006)
- Girl Gangs (2007)
- Kill Jill 2 (2007)
- Saturday Night Beaver (2007)
- Star 69: Strap Ons (2008)
- Younger the Cherry Sweeter the Berry 2 (2008)
- Moms Doing Her BF And Husband (2011)
- Fifty Shades of Bruce Seven (2012)
- Super Stud Spectacular: Tom Byron (2012)

### Regista
- Perfect Pink 1: Soaking Wet (1999)
- Perfect Pink 2: Purrfection (1999)
- Perfect Pink 3: Perfect Pink in Paris (1999)
- Perfect Pink 4: Wired Pink Gang Bang (1999)
- Perfect Pink 5: SeXXXy (1999)
- Perfect Pink 6: Orgy (1999)
- Beautiful (2000)
- Best of Perfect Pink 1 (2000)
- Dayton's Secret Paradise (2001)
- Perfect Pink 10: In Hawaii (2001)
- Perfect Pink 11: Barely Covered (2001)
- Perfect Pink 8: Red Hot (2001)
- Sex Games (2001)
- Shayla's Fantasies (2001)
- 100% Anal 1 (2002)
- 100% Haven (2002)
- 100% Natural 1 (2002)
- Blonde On Blonde (2002)
- My Perfect 10's 1 (2002)
- Perfect Pink 12 (2002)
- Perfect Pink 13: On The Wildside (2002)
- When The Boyz Are Away The Girlz Will Play 6 (2002)
- 100% Anal 2: Welcome to Jezebelle (2003)
- 100% Blowjobs 14 (2003)
- 100% Blowjobs 15 (2003)
- 100% Blowjobs 19 (2003)
- All At Once (2003)
- Cynara's Dream Scenes (2003)
- Jill Kelly Superstars (2003)
- JKP Hardcore 1 (2003)
- Perfect Pink 17: Pink Matters (2003)
- 100% Blowjobs 26 (2004)
- Adult Movie 2 (2004)
- Aurora Snow's Double Penetrations (2004)
- Can Buy Me Love (2004)
- Jenna Haze Stripped (2004)
- Love Thy Neighbor (2004)
- Lovin' Porn (2004)
- Perfect Pink 18: Nautica And Jenna In Pink (2004)
- Perfect Pink 19: Saints & Sinners (2004)
- Addicted 2 Sin (2005)
- Educating Jenna (2005)
- Jenna's Favorite Fantasies (2005)
- Lipstick Lingerie and Lesbians (2005)
- Locked Cocked and Two Smoking Holes (2005)
- Perfect Pink 20 (2005)
- Ride 'em Hard (2005)
- Spend The Night With Cindy (2005)
- Strap it On Slip it In (2005)
- Sweet Lolita (2005)